# Associació Barcelonesa Cannàbica d'Autoconsum
L'Associació Barcelonesa Cannàbica d'Autoconsum (ABCDA) és una associació sense ànim de lucre d'activisme per la legalització del cànnabis. És la primera associació d'aquest tipus a Catalunya, sent de les primeres de l'Estat Espanyol.
El 15 de febrer de 2010 va presentar "una sol·licitud d'inscripció al Registre d'Associacions del Departament de Justícia" que el 5 de maig va ser suspesa el seu tràmit perquè la direcció d'Entitats Jurídiques considerà que hi havia una il·licitud penal en l'activitat de l'associació. El 14 de juny la fiscalia tombà l'informe dels Mossos permetent el registre de l'associació, cosa que ocorre el 19 de novembre.
El 22 de gener de 2011 els Mossos d'Esquadra entraren a la seu i detingueren a quatre persones acusades de tràfic de drogues il·legals. El mateix any l'associació va reobrir les seues portes. Quan va reobrir contava amb 1.400 socis. Denunciaren l'assetjament per part del govern català.
Des dels seus inicis ha pagat l'IVA.
El 2012 l'ajuntament del poble català Rasquera va decidir cedir terrenys a l'Associació Barcelonesa Cannàbica d'Autoconsum a fi de que es crearen 40 llocs de treball (dels quals 5 serien creats de manera directa) i així es pagaria el deute. Aquesta mesura es realitzà en un marc d'alegalitat.
El 16 de febrer de 2017 els Mossos d'Esquadra detingueren al líder de l'associació. Entre els detinguts estava l'assessor d'Urbanisme de Ciutadans en Barcelona, Luis Ignacio R. G.. El jutge decretà el tancament de l'associació.